# Weißenbach Gumitsch
Weißenbach Gumitsch je naselje v Občini Volšperk v Okraju Volšperk na Koroškem v Avstriji.